# Episodi di Greenleaf (seconda stagione)
La seconda stagione della serie televisiva Greenleaf è stata trasmessa negli Stati Uniti per la prima volta dall'emittente Oprah Winfrey Network dal 15 marzo al 27 settembre 2017.
In Italia la stagione è stata interamente pubblicata il 1º novembre 2017 su Netflix.
| nº | Titolo originale          | Titolo italiano                  | Prima TV USA      | Pubblicazione Italia |
| -- | ------------------------- | -------------------------------- | ----------------- | -------------------- |
| 1  | A House Divided           | Una casa divisa                  | 15 marzo 2017     | 1º novembre 2017     |
| 2  | Strange Bedfellows        | Strani alleati                   | 22 marzo 2017     | 1º novembre 2017     |
| 3  | A Mother's Love           | L'amore di una madre             | 29 marzo 2017     | 1º novembre 2017     |
| 4  | Revival                   | Revival                          | 5 aprile 2017     | 1º novembre 2017     |
| 5  | Point of No Return        | Punto di non ritorno             | 12 aprile 2017    | 1º novembre 2017     |
| 6  | The Royal Family          | La famiglia reale                | 19 aprile 2017    | 1º novembre 2017     |
| 7  | Born To Trouble           | Nato per creare problemi         | 26 aprile 2017    | 1º novembre 2017     |
| 8  | And The Sparks Fly Upward | Come le scintille volano in alto | 3 maggio 2017     | 1º novembre 2017     |
| 9  | The Bear                  | L'orso                           | 15 agosto 2017    | 1º novembre 2017     |
| 10 | Call Not Complete         | Chiamata incompleta              | 16 agosto 2017    | 1º novembre 2017     |
| 11 | Changing Season           | Tempo di cambiamenti             | 23 agosto 2017    | 1º novembre 2017     |
| 12 | The House Rules           | Le regole di casa                | 30 agosto 2017    | 1º novembre 2017     |
| 13 | Silence and Loneliness    | Silenzio e solitudine            | 6 settembre 2017  | 1º novembre 2017     |
| 14 | The Father's Will         | La volontà del padre             | 13 settembre 2017 | 1º novembre 2017     |
| 15 | Two by Two                | Due a due                        | 20 settembre 2017 | 1º novembre 2017     |
| 16 | The Pearl                 | La perla                         | 27 settembre 2017 | 1º novembre 2017     |